# 利未家中的筵席
《利未家中的筵席》是意大利画家保罗·委罗内塞的一幅布面油画，绘制于 1573 年，是 16 世纪最大的油画之一，尺寸为560 cm × 1,309 cm（18.37英尺 × 42.95英尺） 。 现藏于威尼斯的学院美术馆。这幅画是为多明我会圣若望及保禄大殿食堂的订制作品。 这幅画的目的是取代在1571 年大火中损毁的提香的画作《最后的晚餐》。1573 年，作品完成三个月后，委罗内塞受到神圣法庭的审讯，六位审判官要求委罗内塞解释为什么画中有“小丑、醉酒的德国人、侏儒和其他类似的卑鄙小人”以及奢侈的服装和布景 ，要求必须在三个月内换画。 审判的笔录仍然存在并且可以访问。 在宗教裁判所受审后，委罗内塞修改了标题，改为利未家中的筵席，出自路加福音5 章 ，但在教义上不那么重要，而且圣经中提到有罪人在场。 

## 主题
这幅画原本是为替代提香的《最后的晚餐》而画的，后者的画作在一场大火中被烧毁。然而，维罗纳在宗教裁判所受审后改变了主题。修改后的标题指的是《路加福音》第 5 章中的一集，其中耶稣被邀请参加一场宴会：

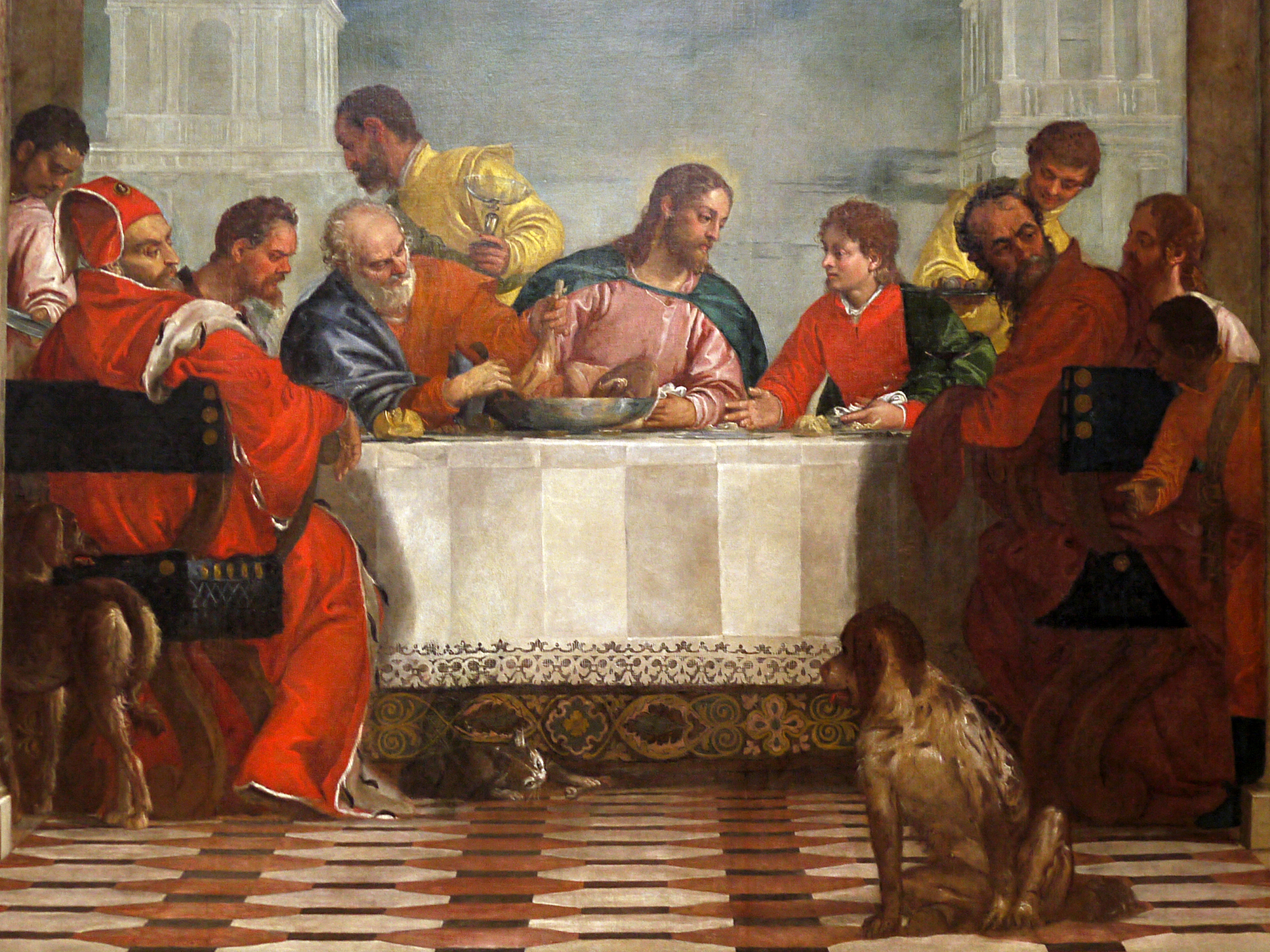
圣彼得和圣约翰站在基督的两侧，犹大则穿着红衣，显得有些不安

“利未在自己家里为耶稣摆设了丰盛的筵席，有许多税吏和别人与他一同坐席。文士和法利赛人就向耶稣的门徒发怨言，说：‘你们为什么和税吏并罪人一同吃喝呢？’耶稣回答说：‘无病的人用不着医生，有病的人才用得着。我来本不是召义人，乃是召罪人。’” （路加福音5：29-32）
画中发生的事件是基督宣布他的一个门徒将背叛他，周围的混乱暗示了这一点。画中充满了人物和华丽的罗马建筑，包括一个流鼻血的男人、多个奴隶和醉酒的德国人。这些人物被认为不适合出现在宗教艺术作品中。根据教会的说法，宗教事件应该尽可能接近发生时的场景，艺术家不应添加任何内容。   

## 描述

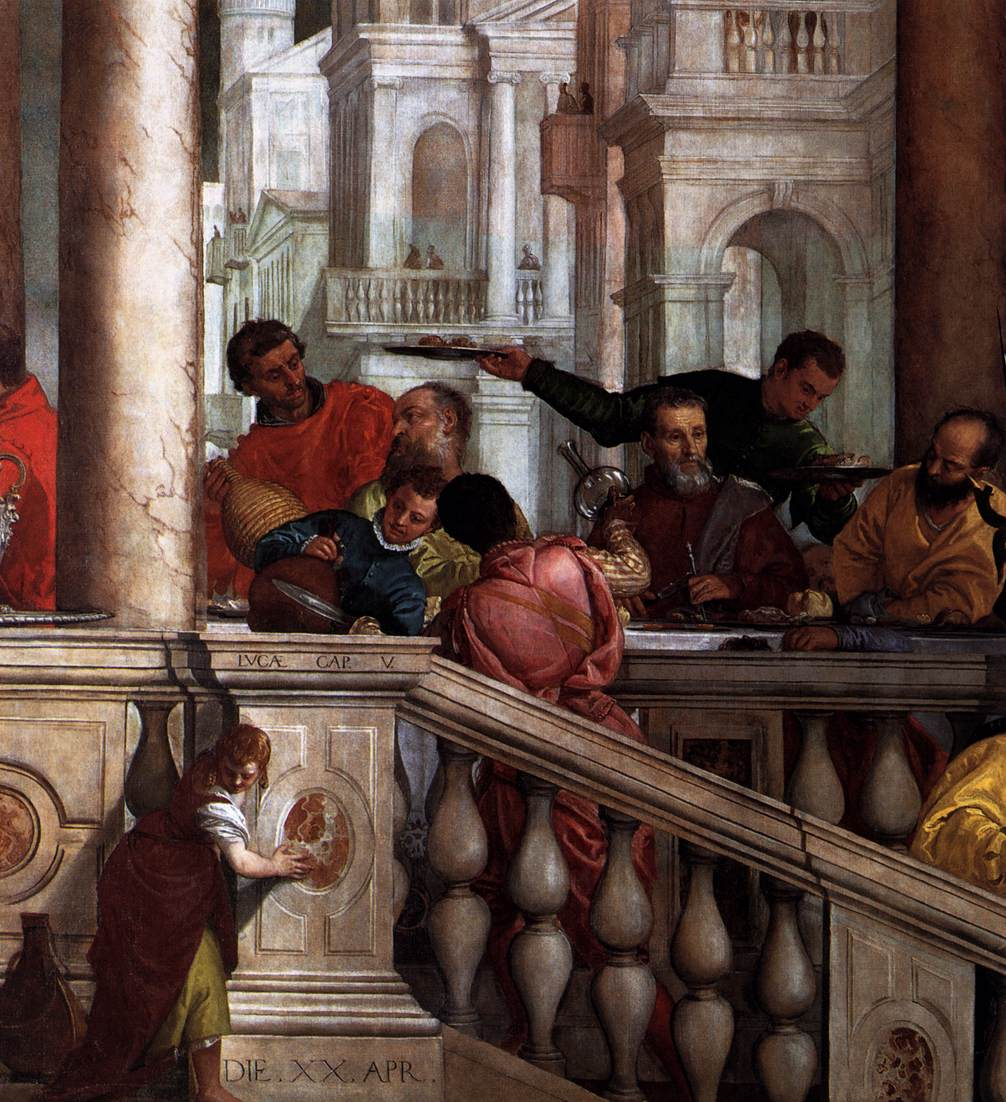
儿童细节

这幅画描绘的是一场宴会的场景，基督的形象位于画面中央。周围的人以各种各样的姿势和位置互动，在五彩缤纷的绚丽景象中穿梭。 宴会由巨大的柱子和拱门包围，让人联想到三联画。这些拱门也让人想起凯旋门，在这种情况下，凯旋门隐喻基督战胜死亡，因为他将会复活。凯旋门在古罗马很常见，位于非常显眼的地方，凯旋游行就是在这些地方举行的，以吸引人们对它们所纪念的事件或人物的关注。
画面两侧的两组楼梯强化了画面中心作为焦点的作用。 楼梯引导观者的目光向基督像看去。这幅画中的建筑结构类似于意大利北部受罗马风格启发的教堂。这些教堂以通往教堂的楼梯而闻名，这幅画也反映了这一点。基督身后没有建筑物，这让空间看起来像天堂。在这幅构图中，委罗内塞没有使用线性透视，而是选择让对角线汇聚在不同点，而不是汇聚在一个消失点。委罗内塞很可能反对线性透视，因为他担心这幅画占用的空间太大，而且观者会从许多不同的角度观看这幅作品。这幅作品的空间布局似乎对艺术家来说至关重要，因为他在证词中提到，冒犯圣庭的人物是特意添加在与基督及其使徒不同的层面上的。

## 历史背景

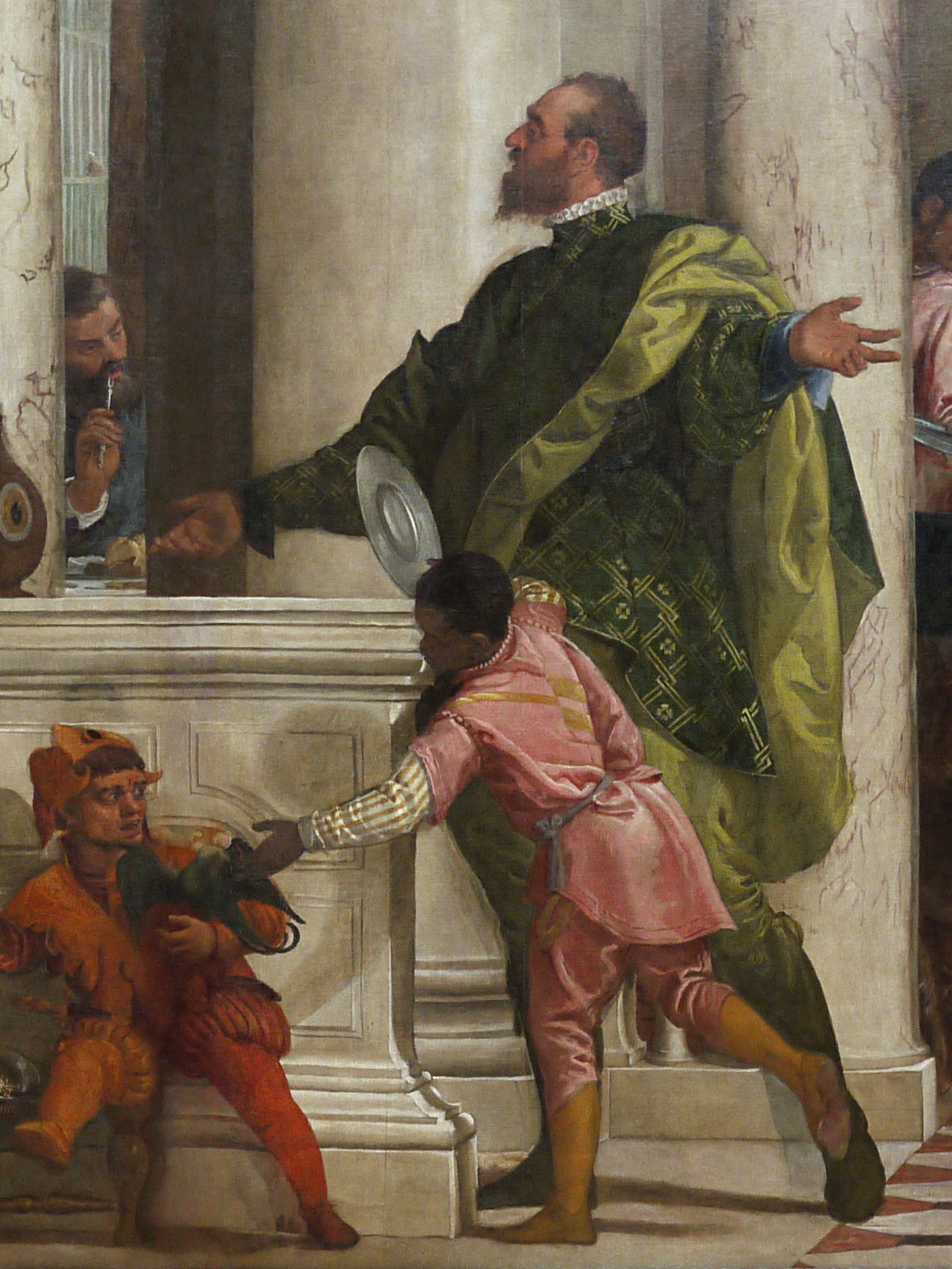
小丑手臂上抱着一只鹦鹉，使徒则用叉子剔牙

1573 年，即委罗内塞完成这幅作品约三个月后，威尼斯宗教裁判所传唤艺术家，要求他回答有关画作中是否存在不适合描绘《最后的晚餐》的元素的问题。威尼斯宗教裁判所由六名成员组成。负责领导对艺术家的审讯的法庭领导人被称为审判官。法庭的目标是在宗教和政治层面上维护威尼斯和罗马之间的平衡。由于威尼斯共和国和梵蒂冈都秉持统一的基督教理想，反对任何违背天主教正统观念的行为，因此宗教裁判所内部相处融洽。虽然威尼斯的宗教裁判所通常不会做出严厉的判决，但他们有权判处死刑。由于审判庭拥有如此大的权力，他们的审讯被视为一件需要认真对待的事情。
关于维罗纳塞为何接受圣庭审讯，有一种理论认为，审判官想证明他有能力胜任这项工作。这样做是必要的，因为当时有一位新任命的罗马教皇使节直接与教皇共事。根据这种理论，可以假设审讯是围绕圣庭成员的事件的结果。换句话说，这次审讯可能根本不是关于维罗纳塞、这幅作品或其肖像画的。

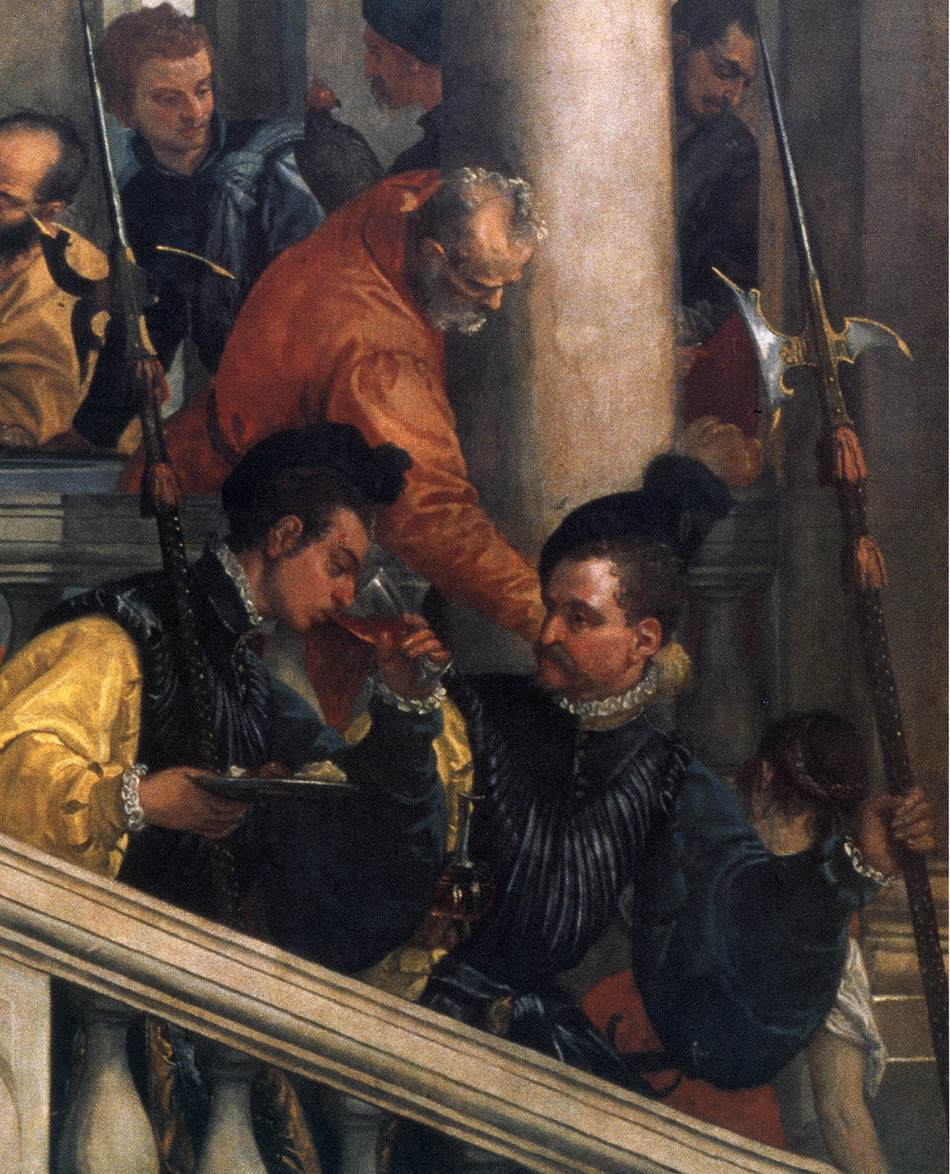
醉酒的德国士兵细节

在文艺复兴时期，赞助人很少对艺术家如何描绘故事或场景提出任何具体要求。有证据表明，构图通常完全由艺术家决定，正如莱昂·巴蒂斯塔·阿尔伯蒂在 1435 年撰写的绘画论文中所述。这导致了只有艺术家才能为他们的选择接受评判的情况。 鉴于艺术家通常只根据赞助人提供的主题来创作自己的作品，因此不出所料，神圣法庭审判的是艺术家维罗纳塞，而不是赞助人。而这实际上是威尼斯贵族盛宴的幻想版本。
委罗内塞为自己的画作辩护，声称这幅画有大量空间需要他填充；因此，从实际角度来说，他必须填补任何多余的空间，这就是他加入这些人物的原因。艺术家还表示，他觉得这些人物的位置与基督有一段距离，可以防止他们玷污《最后的晚餐》的形象。
委罗内塞以这种方式绘制《利未家的盛宴》，违背了作为反宗教改革运动一部分而产生的特伦托会议。特伦托会议的法令（在最后一刻）包括对宗教艺术品的简短而模糊的规则，随后，这些规则被一些神职人员编纂和扩充。
根据《利未家的盛宴》对维罗纳塞审判的记录，艺术家明确表示，他用人物填充了多余的空间，以便创作出饱满完整的构图。然而，这样做的方式违反了特伦托会议的规定。艺术家的理由并没有打动神圣法庭。神圣法庭向维罗纳塞明确表示，在他们看来，他让天主教受到了新教徒的谴责，必须改正自己的错误。最后，神圣法庭告诉维罗纳塞，他必须在三个月内修改他的画作。相反，他只是将标题改为《利未家的盛宴》，这仍然是福音书中的一个情节，但教义上不那么重要，福音书中提到其中有“罪人”在场。委罗内塞还决定在画上加上一段题词，从而消除了画作与西蒙的关联，转而将画作与莱维联系起来。此后，便再无音讯。审判的记录仍然存在，可以查阅。